# Hrvatska udruga žena Petrijevci
Hrvatska udruga žena (HUŽ) Petrijevci, udruga žena iz (Petrijevaca, osnovana 1994. godine. Bavi se aktivnostima uobičajenim za takve udruge: obilježavanjem Međunarodnog dana žena i Dana majki, organiziranjem putovanja za svoje članove i sl. Sudjeluje na Petrijevačkim žetvenim svečanostima pripremom sitnih kolača, gužvare i kave, u božićnom razdoblju organizira akcije "Dobre volje", u karnevalsko vrijeme priprema pokladnice i čaj za maškare i sl.
Izvori: 
- S. Pepić: "Plan ispunjen u cijelosti", Dom Valpovo-Belišće, II, 89, 4 - Valpovo-Belišće, 1-2.VI.2006.